# Sedzère
Sedzère – miejscowość i gmina we Francji, w regionie Nowa Akwitania, w departamencie Pireneje Atlantyckie.
Według danych na rok 1990 gminę zamieszkiwało 359 osób, a gęstość zaludnienia wynosiła 29 osób/km² (wśród 2290 gmin Akwitanii Sedzère plasuje się na 829. miejscu pod względem liczby ludności, natomiast pod względem powierzchni na miejscu 911.).